# Alsodes montanus
Alsodes montanus é uma espécie de anfíbio anuro da família Alsodidae. É considerada criticamente em perigo pela Lista Vermelha da UICN. Está presente em Argentina, Chile.